# EM i fodbold 2017 – Finalen (kvinder)
Finalen om Europamesterskabet i fodbold for kvinder 2017 var den 12. siden turneringens etablering i 1984. Den blev spillet den 6. august 2017 foran 28.138 tilskuere på De Grolsch Veste i Enschede i det østlige Holland. De deltagende hold var hjemmeholdet fra Holland og Danmark. For begge hold var det første gang, at de spillede en EM-finale, indtil da havde de kun nået semifinalerne. Holland vandt kampen 4-2, efter 2-2 ved pausen. Det var holdets første sejr ved et internationalt mesterskab.
Kampen blev ledet af den schweiziske dommer Esther Staubli. Hollands anfører Sherida Spitse blev kåret til kampens bedste spiller.
Der blev slået flere seerrekorder i både Holland og Danmark, og globalt så over 13 millioner tv-seere finalen direkte. Dagen efter blev begge hold fejret i deres hjemlande foran tusindvis af fans.

## Baggrund
Det var første gang, at både Holland og Danmark kvalificerede sig til EM-finalen, efter at Danmark tabte semifinalerne i 1984, 2001 og 2013, mens hollænderne tabte semifinalen i 2009. Det var også første gang siden 1993, at der skulle findes en anden vinder end Tyskland. Udover tyskerne havde kun Sverige og Norge vundet en EM-finale.
Holland og Danmark mødtes også i turneringens indledende gruppespil, hvor hollænderne vandt 1-0 med et mål scoret af Sherida Spitse på straffespark.

## Vejen til finalen
| Holland         | Holland         | Runde        | Danmark             | Danmark             |
| --------------- | --------------- | ------------ | ------------------- | ------------------- |
| Modstander      | Resultat        | Gruppekampe  | Modstander          | Resultat            |
| Norge           | 1–0             | Kamp 1       | Belgien             | 1–0                 |
| Danmark         | 1–0             | Kamp 2       | Holland             | 0–1                 |
| Belgien         | 2–1             | Kamp 3       | Norge               | 1–0                 |
| Gruppe A vinder | Gruppe A vinder | Slutstilling | Gruppe A andenplads | Gruppe A andenplads |
| Modstander      | Resultat        | Slutspil     | Modstander          | Resultat            |
| Sverige         | 2–0             | Kvartfinale  | Tyskland            | 2–1                 |
| England         | 3–0             | Semifinale   | Østrig              | 0–0 (efs) (3–0 p)   |

## Optakt
Efter at Danmark havde kvalificeret sig til finalen, blev der stor interesse fra dansk side om at sikre sig billet til kampen. Omkring 1.500.000 danskere så semifinalen mod Østrig i fjernsynet. Der er plads til 30.000 tilskuere på De Grolsch Veste, som dagligt er hjemmebane for FC Twente, og deraf var de fleste pladser allerede aftaget før turneringen, via løssalg, VIP- og sponsorpladser og de deltagende landes forbund. Både Koninklijke Nederlandse Voetbalbond og Dansk Boldspil-Union fik efter semifinalerne tildelt 1000 billetter af UEFA, som kunne sælges til fans. De danske billetter blev solgt 4. august på 20 minutter, mens over 3000 personer kom på venteliste. I løbet af dagen lykkedes det Dansk Boldspil-Union af finde yderlige et antal billetter, så der samlet var omkring 2500 danske fans på stadion, hvor resten regnedes med at holde med hjemmeholdet fra Holland. Det var første gang i turneringens historie, at værterne havde udsolgt til samtlige deres kampe. I alt overværede 110.897 tilskuere Hollands kampe.
På tilskuerpladserne i Enschede var blandt andet H.K.H. Kronprins Frederik tilstede, ligesom Danmarks statsminister Lars Løkke Rasmussen var for at overvære kampen i selskab med den hollandske premierminister Mark Rutte. Den danske kulturminister Mette Bock deltog også sammen med flere medlemmer af 'kommissionen for flere piger og kvinder i dansk fodbold', herunder tidligere statsminister, Helle Thorning-Schmidt, prorektor Lykke Friis samt Hummel-ejer Christian Stadil.
I Holland blev kampen vist i fjernsynet på public service-kanalen NOS, mens de danske public service-kanaler, DR1 og TV 2, sendte både optakt og kampen med hvert deres hold af værter og kommentatorer. Samlet blev finalen vist på tv i 80 lande. Desuden havde TV 2 arrangeret visning af kampen på storskærm på Bispetorv i Aarhus og Rådhuspladsen i København. I Odense havde fodboldklubben Odense Q og Odense Kommune arrangeret et lignede arrangement i Flakhaven foran Odense Rådhus. Sønderborg Kommune havde sat en 21 kvadratmeter stor skærm op på Rådhustorvet i Sønderborg.
Banens græs på De Grolsch Veste blev dagen før kampen tromlet med en 1.5 ton tung tromle, for at gøre plænen helt plan. I følge FC Twentes fuldtidsansatte greenkeeper Henry Weert kan der gå år imellem, at det bliver gjort. Desuden blev plænen målt med udstyr af UEFAs græsekspert Arno Harmsen, hvor han testede banens støddæmpning, energirestitution og lodret deformation. På selve kampdagen blev græsset klippet to gange.
Blandt de spillere, som fik spilletid i holdenes semifinaler, var den danske midtbanespiller Line S. Jensen ikke med i finalen, da hun rev sit korsbånd over i kampen mod Østrig.

## Kampens forløb

### 1. halvleg
Præcis kl. 17.01 fløjtede dommer Esther Staubli kampen i gang. De første minutter startede livligt, hvor hollænderne efter et par minutter fik kampens første chance, men også danskerne havde et godt kontra angreb. Efter fem minutter fik Sanne Troelsgaard lidt tilfældigt bolden i hollændernes straffessparksfelt, hvor hun trak højre om Kika van Es, der fældede Troelsgaard, og dommer Staubli dømte straffespark til Danmark. Det blev sikkert sparket ind af Nadia Nadim, der sparkede bolden op i højre hjørne på keeper Sari van Veenendaal. Inden de danske fans var færdige med at juble over den danske føring, slog hjemmeholdet til og udlignede. I det 10. minut kunne Cecilie Sandvej i højre side af banen ikke følge med Shanice van de Sanden, der med et hårdt og præcist indlæg fandt topscorer Vivianne Miedema, der uden problemer kunne skyde bolden forbi Stina Lykke Petersen i det danske mål.
Derefter sad Holland på spillet og fik presset Danmark tilbage på banen. Især van de Sanden voldte danskerne store problemer i hollændernes højre side, mens Pernille Harder kun havde haft en enkelt chance mod det hollandske mål. Efter 28 minutter lykkedes det for Holland at komme foran. Angriber Lieke Martens udplacerede Stina Lykke med et fladt langskud til venstre for keeperen. Allerede minuttet efter fik Danmark en stor chance. Troelsgaard spillede Nadim fri, men den danske angriber prøvede at gå uden om målvogteren uden succes. Kort tid efter kom Nadim frem til en god hovedstødschance. Den hæsblæsende 1. halvleg fortsatte, og i det 33. minut fik Danmark igen udlignet. Pernille Harder kom fri i højre side, hvor hun løb alene mod mål. På kanten af straffesparksfeltet tog hun et træk ind i banen, og skød med sit "kolde" venstreben fladt ned i højre hjørne. Fire mål efter en god halv time. Resten af halvlegen skete uden de helt store chancer, og efter to minutters tillægstid, blev der fløjtet til pause.

### 2. halvleg
2. halvleg startede også i et godt tempo. Sanne Troelsgaard fik i det 48. minut hjørnespark, som Katrine Veje sparkede ind i feltet uden held. Minutter efter fik Holland frispark på kanten af det danske straffesparksfelt. Det blev den hollandske anfører Sherida Spitse som skulle eksekvere sparket. Hun sparkede bolden fladt forbi muren, i samme side hvor Stina Lykke skulle dække. Alligevel lykkedes det at bringe Holland foran med 3-2, det skete i det 51. minut. De næste 10 minutter var et stort pres fra hollænderne, der også blev hjulpet godt på vej af et begejstret publikum. Efter 57 minutter kom kampens første indskiftning, da hollandske Desiree van Lunteren måtte vige pladsen for Dominique Janssen. Fire minutter senere kom danskernes første indskiftning, da Frederikke Thøgersen afløste Cecilie Sandvej. Sekunder efter reddede Stina Lykke en kæmpe chance fra Miedema, mens Harder og Veje få minutter efter fik kreeret en stor dansk chance. I det 67. minut fik Danmark en stor chance efter et hjørnespark, men Frederikke Thøgersen skød lige forbi målet. Det var dog Holland, som havde bolden mest, og danskerne brugte mange kræfter på at forsvare eget mål. Simone Boye kom til skade efter et sammenstød med Spitse og blev i 77. minut erstattet af Line Røddik. I de sidste ti minutter af kampen forsøgte Danmark at sende flere folk frem på banen og blive mere offensiv i jagten på udligningen. Troelsgaard, Nadim og Harder havde et par forsøg, inden hollandske Vivianne Miedema i det 89. minut slog sejren fast og scorede sit andet mål i kampen. Efter fire minutters tillægstid fløjtede Esther Staubli kampen af med en sejr på 4-2 til Holland over Danmark.

## Detaljer
| 6. august 2017 17:00 (CEST) |

| Holland                                     | 4 – 2   | Danmark                        |
| ------------------------------------------- | ------- | ------------------------------ |
| Miedema 10', 89' · Martens 28' · Spitse 51' | Rapport | 6' (str.) Nadim · 33' Harder · |

| De Grolsch Veste, Enschede Tilskuere: 28.182 Dommer: Esther Staubli (Schweiz) |

| Holland | Danmark |

| MÅ             | 1  | Sari van Veenendaal    |       |
| FO             | 2  | Desiree van Lunteren   | 57'   |
| FO             | 6  | Anouk Dekker           |       |
| FO             | 3  | Stefanie van der Gragt | 72'   |
| FO             | 5  | Kika van Es            | 90+4' |
| MI             | 14 | Jackie Groenen         | 14'   |
| MI             | 10 | Daniëlle van de Donk   |       |
| MI             | 8  | Sherida Spitse (c)     |       |
| AN             | 7  | Shanice van de Sanden  | 90'   |
| AN             | 9  | Vivianne Miedema       |       |
| AN             | 11 | Lieke Martens          |       |
| Indskiftere:   |    |                        |       |
| MÅ             | 16 | Angela Christ          |       |
| MÅ             | 23 | Loes Geurts            |       |
| FO             | 4  | Mandy van den Berg     | 90+4' |
| FO             | 17 | Kelly Zeeman           |       |
| FO             | 20 | Dominique Janssen      | 57'   |
| FO             | 22 | Liza van der Most      |       |
| MI             | 12 | Jill Roord             |       |
| MI             | 15 | Sisca Folkertsma       |       |
| MI             | 19 | Sheila van den Bulk    |       |
| AN             | 13 | Renate Jansen          | 90'   |
| AN             | 18 | Vanity Lewerissa       |       |
| AN             | 21 | Lineth Beerensteyn     |       |
| Træner:        |    |                        |       |
| Sarina Wiegman |    |                        |       |

| MÅ           | 1  | Stina Lykke Petersen      |     |
| FO           | 8  | Theresa Nielsen           |     |
| FO           | 5  | Simone Boye Sørensen      | 77' |
| FO           | 12 | Stine Larsen              |     |
| FO           | 19 | Cecilie Sandvej           |     |
| MI           | 7  | Sanne Troelsgaard         |     |
| MI           | 4  | Maja Kildemoes            | 61' |
| MI           | 13 | Sofie Junge Pedersen      | 82' |
| MI           | 11 | Katrine Veje              |     |
| AN           | 10 | Pernille Harder (c)       |     |
| AN           | 9  | Nadia Nadim               | 45' |
| Indskiftere: |    |                           |     |
| MÅ           | 16 | Maria Lindblad            |     |
| MÅ           | 22 | Line Geltzer Johansen     |     |
| FO           | 2  | Line Røddik               | 77' |
| FO           | 15 | Frederikke Thøgersen      | 61' |
| FO           | 20 | Stine Ballisager Pedersen |     |
| FO           | 23 | Luna Gevitz               |     |
| MI           | 6  | Nanna Christiansen        | 82' |
| MI           | 21 | Sarah Dyrehauge           |     |
| AN           | 14 | Nicoline Sørensen         |     |
| Træner:      |    |                           |     |
| Nils Nielsen |    |                           |     |

| Kampens bedste spiller: Sherida Spitse (Holland) Linjedommere: Belinda Brem (Schweiz) Sanja Rodjak Karšić (Kroatien) Fjerdedommer: Bibiana Steinhaus (Tyskland) Femtedommer: Katrin Rafalski (Tyskland)) | Kampregler - 90 minutters spilletid. - 30 minutters forlænget spilletid ved uafgjort. - Straffesparkskonkurrence ved fortsat uafgjort. - Maksimum tre indskiftninger. En fjerde bliver tilladt ved forlænget spilletid. |

## Statistik
| Statistik       | Holland | Danmark |
| --------------- | ------- | ------- |
| Mål scoret      | 4       | 2       |
| Skud i alt      | 10      | 11      |
| Skud på mål     | 7       | 4       |
| Redninger       | 1       | 2       |
| Boldbesiddelse  | 50%     | 50%     |
| Hjørnespark     | 0       | 4       |
| Frispark begået | 16      | 10      |
| Offside         | 0       | 2       |
| Gule kort       | 3       | 1       |
| Røde kort       | 0       | 0       |

## Efter kampen
De hollandske europamestre blev om mandagen kørt til Utrecht, hvor spillerne sejlede igennem byens kanaler og blev modtaget i Park Lepelenburg, hvor der var opstillet en stor scene, hvor de blev fejret foran 10-12.000 orangeklædte fans.
For det danske hold var der planlagt hyldest i Danmark uanset resultatet af kampen. Mandag 7. august kl. 11.23 fløj holdet fra Flughafen Münster/Osnabrück i et chartret ATR 42-fly (OY-RUO) fra Danish Air Transport til Midtjyllands Lufthavn ved Karup. Efter 473 km i luften landede det kl. 12.29 og blev modtaget af Flyvestation Karups beredskab, der lavede æresport med vandkanoner. Derefter blev spillerne kørt til Viborg Rådhus, hvor de ankom kl. 13.20. Her var Viborg Kommune vært for en fejring af holdet sammen med over 5000 fremmødte fans med taler af borgmester Torsten Nielsen, formand for DBU Jesper Møller og anfører Pernille Harder. Dette skete, fordi Viborg Stadion er officiel hjemmebane for landsholdet. Fra lufthavnen og rådhuset sendte både DR1 og TV 2 direkte, og DR havde indrettet et studie i Viborg, hvor Johannes Langkilde var vært. Efter en time i Viborg kørte spillerne kl. 14.20 tilbage til Karup. Da bussen afgik fra Viborg, fløj to af Flyvevåbnets F-16 Fighting Falcon-kampfly i formation hen over pladsen.
Kl. 15.23 lettede ATR-flyet og holdet igen fra Karup for at flyve de 233 km til Københavns Lufthavn, hvor de landede kl. 15.59. Herfra blev de kørt til Københavns Rådhus, hvor Københavns Kommune fejrede sølvmedaljevinderne. Da spillerne ankom til Rådhuspladsen kl. 17.00, blev de modtaget af overborgmester Frank Jensen, som bød på taler og de berømte rådhuspandekager. Lidt før kl. 18.30 forlod holdet rådhuset for at tage på Hotel Imperial, og aftenen blev officielt sluttet af på restaurant Grøften i Tivoli, inden spillerne drog ud i det københavnske natteliv for at feste i privat regi.

## Seertal
I Danmark slog kampen flere seerrekorder. I alt 1.469.000 personer så i gennemsnit med, da DR1 og TV 2 viste finalen og havde knap 1,8 mio. seere, da flest så med. Det var 82% af de personer, som så fjernsyn fra kampstart kl. 17. Det var den mest sete fodboldkamp på tv i Danmark, siden Tyskland og Argentina afgjorde herrernes VM-finale i 2014. I følge DR var EM-finalen den mest sete danske fodboldlandskamp blandt både mænd og kvinder siden 2012, hvor mændene deltog ved Europamesterskabet i fodbold i Polen og Ukraine. 52 procent af alle finaleseerne var kvinder, hvilket aldrig før var set, at flest kvinder så en fodboldkamp.
Udover et udsolgt stadion blev de hollandske europamestre fulgt af 4,3 mio. seere på NOS, hvilket svarede til 83% af hollændere med tv'et tændt. Det var det mest sete sportsprogram i Holland i 2017. Globalt set fulgte over 13 millioner seere kampen.
På de sociale medier Facebook, Instagram og Twitter slog kampen og hele turneringen også flere rekorder i forhold til seneste turnering.